# ジャイアントロボ THE ANIMATION -地球が静止する日の登場人物
ジャイアントロボ THE ANIMATION -地球が静止する日の登場人物では、OVA作品『ジャイアントロボ THE ANIMATION -地球が静止する日』、およびその関連作品に登場する人物について解説する。

## エキスパート
草間 大作（くさま だいさく）
声 - 山口勝平
本作の主人公で12歳の少年（誕生編にあたる『地球の燃え尽きる日』では10歳）。ジャイアントロボシリーズを開発した草間博士の息子。彼の声紋が登録されているため、ロボは彼にしか動かせず、国際警察機構にとって重要な存在。エキスパートではあるものの子供であるため、他のエキスパートに比べ非力であり（戦闘中のロボに掴まっていられるだけの身体能力はあるが）、ロボの操縦以外の特殊能力もない。しかし過去の悲劇を知り、多くの人々との出会いと別れを繰り返して、無邪気な子供から成長していく。
原案は『ジャイアントロボ』の草間大作。
銀鈴（ぎんれい）
声 - 島本須美
本作のヒロインで18歳。うら若き女性でありながら男顔負けの任務遂行能力を持つ。耳に銀の鈴をかたどったピアスを、首には母親の形見のペンダントを着けている。特殊能力は卓越した射撃の腕とテレポートだが、後者は彼女自身の命をも削るために滅多に使わない。村雨とは恋人同士で、大作にとっては姉のような存在。
本名はファルメール・フォン・フォーグラーであり、フォーグラー博士の娘で幻夜の妹。「バシュタールの惨劇」の生き残りで、事件にも深く関与している。本編ではテレポートを使い、力を使い果たした後、兄に頭部を銃で撃ち抜かれ最期を迎える。
もともと銀鈴という名はコードネームであるため、続編などにおいては別の銀鈴が登場する構想になっているという。
原案は『狼の星座』の朱銀玲。人気が高く、銀鈴を主人公として外伝作品が制作された。
黒旋風の鉄牛（こくせんぷうのてつぎゅう）
声 - 飯塚昭三
戴宗の弟分で25歳。特殊能力は常人離れした怪力で、「気」を使い2丁の手斧を使って戦う。自身のコードネームの由来となった、斧を回転させて旋風を発生させる特殊能力を持つ。銀鈴に恋をしている描写が見られたが、彼女が村雨と交際していたことは知らなかったようである。
12歳の頃、BF団員だった父親を自らの手で殺めてしまった過去があり、その時の経験を大作を通して見てしまっていたために、当初は大作に対して冷たく当たっていた。しかし、戴宗が命を落としてからは、大作を守る役目を引き継ぐことを決意する。
原案は『水滸伝』の鉄牛（本名李逵）。
不死身の村雨健二（ふじみのむらさめけんじ）
声 - 幹本雄之
国際警察機構パリ支部の所属で、年齢は27歳。トレードマークはピンクのトレンチコートと帽子。「不死身」のコードネーム通り、拳銃で頭を打ち抜こうが、体を真っ二つにされようが、必ず復活してくる、「死なない」のではなく「死ねない」男。自分の命を軽く扱う面がある。ぶっきらぼうで皮肉屋だがその心は熱い。銀鈴は特別な心を通じた恋人であり、彼女は彼の死ねない辛さを理解できた唯一の人物である。変装が得意という設定だが、BF団基地に潜入した際に団員に変装したものの、幻夜にあっさり見破られる（『素足のGinRei』では銀鈴に変装し、アルベルトたちを欺いている）。最終話では、銀鈴を救い出すべく炭となり散る。ニュータイプ100%コミックス版では、不死身ではない。小説版ではエキスパートではなく、私立探偵という設定になっている。
一馬という兄がいたが、GRをBF団から奪取する際に殉職している。
原案は『鉄人28号』の村雨健次。
智多星の呉用（ちたせいのごよう）
声 - 江原正士
北京支部エキスパート。年齢は28歳。基本的には頭脳労働担当ではあるが、手にした鉄扇での格闘や防御にも長けている。「バシュタールの惨劇」の生存者。若き日は「呉学究」と名乗り、フォーグラー博士の第一助手を務めていた。その時に発生した「バシュタールの惨劇」の真実や、銀鈴と幻夜の出自の秘密を知る数少ない人物。基本的には参謀格で落ち着いた性格だが、予想外の事態には狼狽し取り乱すことも多く、ことあるごとに嘆いている。本名を呉学人といい、作中では「呉先生」と呼ばれている。
原案は『水滸伝』の呉用。
公孫勝・一清道人（こうそんしょう・いっせいどうじん）
声 - 青野武
北京支部客員エキスパート。特殊な仙術を使い、変幻自在の攻撃を行う道士。状況判断も素早く後方支援などで頼りになる。作戦時はよく楊志と組む。十傑集の混世魔王・樊瑞は兄弟子にあたり、彼を連れ戻して来るようにと師匠の二仙人・羅真人（にせんじん・らしんじん）に命じられているため、国際警察機構に協力している。
原案は『水滸伝』の一清道人。
青面獣の楊志（せいめんじゅうのようし）
声 - 小宮和枝
北京支部エキスパートで、戴宗の妻。その名の通り青色の肌を持つ、姉御肌の豪快な人物。棒術の使い手で、六尺棒を自在に操る特殊能力を持ち、エキスパートの指南役も務める。青い肌になったのも同じくドミノ作戦の時らしい。大作に対しては母性愛にも似た感情を抱いていた。
大作を守るため、電磁ネットワイヤー作戦で、コ・エンシャクと相討ちを試みる。コ・エンシャクは生き延びたが、大作を逃すことには成功する。
原案は『水滸伝』の楊志（男性）。
鎮三山の黄信（ちんざんさんのこうしん） / 小李広の花栄（しょうりこうのかえい）
声 - 納谷六朗（黄信） / 大塚明夫（花栄）
共に梁山泊の指南で元九大天王・霹靂火の秦明の弟子であった。中国風の鎧と兜を身に纏っている。秦明の死後に戴宗とともに九大天王に推薦されるほどの実力者だが、あくまで自ら死地に赴くことを望み、頑なにその推薦を断ったため、戴宗が九大天王になっている。黄信は剣を使い、地を裂き敵陣を駆け抜ける。花栄は弓の使い手で、目にも留まらぬ速さで連射することができる。また、放った一本の矢を無数の矢の雨に変える、「追魂奪命剣」という技を使う。
原案は『水滸伝』の黄信、花栄。
両頭蛇の解珍（りょうとうだのかいちん） / 双尾蠍の解宝（そうびかつのかいほう）
声 - 星野充昭（解珍） / 関智一（解宝）
梁山泊・双尾蠍救助隊の隊員。解珍が兄、解宝が弟で、どちらも虎の毛皮を被った猟師風の服装が特徴。よく似ているが、解宝の方が顔がふっくらしていることで見分けられる。
阮三兄弟
立地太歳・阮少二（りっちたいさい・げんしょうじ） / 短命二郎・阮少五（たんめいじろう・げんしょうご） / 活閻羅・阮少七（かつえんら・げんしょうしち）
声 - 大塚芳忠（阮少二） / 佐藤浩之（阮少五） / 千葉一伸（阮少七）
梁山泊の隊員。三兄弟全員で太鼓を鳴らし、共鳴させる能力で強大な気を発することができる。また、バリアーもこれを使い破った。
原案は『水滸伝』の阮三兄弟。

打虎将の李忠（だこしょうのりちゅう）
声 - 笹岡繁蔵
双尾蠍救助隊に所属する梁山泊の警備長。バイキング風の角付き兜を被っている。
梁山泊を強襲してきたヒィッツカラルドに、体を両断される。
原案は『水滸伝』の李忠。
小覇王・周通（しょうはおう・しゅうつう）
声 - 緒方賢一
双尾蠍救助隊に所属する梁山泊の副警備長で、設定ではB級エキスパートとされている。通信を担当する。
原案は『水滸伝』の周通。
赤髪鬼・劉唐（せきはつき・りゅうとう） / 独火星・孔亮（どっかせい・こうりょう）

托塔天王・晁蓋（たくとうてんのう・ちょうがい）
国際警察機構の創設者で設定上、名前のみ登場する。黄信は「今は亡き」と発言している。
原案は『水滸伝』の晁蓋。
天鬼（てんき）
ニュータイプ100%コミックス版にのみ登場。「不死身」のあだ名を持つ、エキスパート中のエキスパート（そのため村雨に不死身の能力は無かった）。布を自在に操り、標的を捕らえる「忍法・布砦」、布をセンサーでも本物と区別できないほど精巧な分身に変える「忍法・布変化」を使う。十傑集の暮れなずむ幽鬼とはライバル関係だった。
戴宗とのコンビで、大作をガードするために現れたが、アルベルトの衝撃波から大作を庇って重傷を負い、大作にバシュタールの惨劇のことを語った後コ・エンシャクを道連れにするべく自爆する。その後復活する描写がなかったため、本当の意味での不死身ではなかった。
原案は『伊賀の影丸』の天鬼。
人間コンピュータの敷島（にんげんコンピュータのしきしま）
小説版に登場。メカニックとしての能力を持つ人物。ジャイアントロボのメンテナンスのために日本支部から北京支部に派遣された。「（国際警察機構兵器開発部長官時代の）草間博士に世話になった」と大作に語っている。
原案は『鉄人28号』の敷島博士。
俊敏なるシャープ（しゅんびんなるシャープ）
小説版に登場する、国際警察機構マンハッタン支部長。「自由の女神砲」で大怪球に立ち向かったものの、大怪球の重力レンズ砲で返り討ちに遭う。

## 国際警察機構
黄帝・ライセ（こうてい・ライセ）
国際警察機構の最高責任者。OVA本編では未登場で、ニュータイプ100%コミックス版のラストのみ、その冷徹かつ威厳に満ちた姿を見せている。

### 九大天王
軍師・韓信元帥（ぐんし・かんしんげんすい）
『地球の燃え尽きる日』に登場。本編では存在とその名称のみが確認されている。国際警察機構に3人いる軍師中、唯一九大天王に選ばれており、彼らのリーダー格と目される。
原案は『項羽と劉邦』の韓信。
静かなる中条（しずかなるちゅうじょう）
声 - 家弓家正
北京支部支部長で、作中では中条長官と呼ばれる。本名は中条静夫。年齢は45歳。名前の由来は、彼のクールな人格と滅多なことでは使用できない能力から。冷静沈着な性格と黒いサングラスで押し殺した表情の裏には、熱血漢の素顔が垣間見える。またの名を「人間爆弾」といい、由来である自らの命を犠牲にして放たれる人類最大最強の「ビッグバン・パンチ」が彼の特殊能力だが、本編では披露されないままだった。過去に樊瑞と対戦し傷を負わしたことがある。
原案は『バビル2世』の五十嵐国家保安局長。名前は俳優の中条静夫から。
大塚署長（おおつかしょちょう）
『地球の燃え尽きる日』に登場。本編では存在とその名称のみが確認されている。
原案は『鉄人28号』の大塚署長。
影丸（かげまる）
『地球の燃え尽きる日』に登場。本編では存在とその名称のみが確認されている。十傑集、マスク・ザ・レッドのライバル。
原案は『伊賀の影丸』の影丸。
無明・幻妖斉（むみょう・げんようさい）
『地球の燃え尽きる日』に登場。本編では存在とその名称のみが確認されている。
原案は『闇の土鬼』の無明斎。
ディック牧（ディック まき）
『地球の燃え尽きる日』に登場。本編では存在とその名称のみが確認されている。
原案は『地球ナンバーV7』のディック牧。
大あばれ天童（おおあばれてんどう）
ニュータイプ100%コミックス版に登場、本編では存在とその名称のみが確認されている。『地球の燃え尽きる日』では「あばれ天童」に改名されている。『燃え尽きる日』で口にしている「霞の小太刀」とは、時代劇漫画『血笑鴉』（けっしょうがらす）の主人公カラスが使う秘剣。
原案は『あばれ天童』の山城天童。
豹子頭・林冲（ひょうしとう・りんちゅう）
ニュータイプ100%コミックス版に登場。スーツ姿の設定が起こされていたが、本編では名前のみの登場。『地球の燃え尽きる日』では「元九大天王」となっており、現在は九紋竜・史進（くもんりゅう・ししん）に入れ替わっている。
原案は『水滸伝』の林冲。
神行太保・戴宗（しんこうたいほう・たいそう）
声 - 若本規夫
九大天王では一番の若輩。年齢は27歳。手や足の裏から衝撃波を噴射する噴射拳の使い手で、それを使い目にもとまらぬほど超高速で移動することができる神行法を会得している。また、体内から電気を発生させることができる「人間発電機」でもある。勇猛果敢・豪放磊落であるが仲間たちを思う心も強い。妻は楊志で、エキスパートの大作にとっては父のような存在。十傑集のアルベルトとは、彼の右目と盟友・セルバンテスの命とを奪って以来の宿敵。
最期はグレタ・ガルボを守るため敢えてアルベルトの攻撃を受け、上海油田と運命を共にする。
原案は『水滸伝』の戴宗。本作品に横山光輝の作品のキャラクターが集結したのは、『ジャイアントロボ』のアニメ化企画を持ち込まれた今川泰宏が引き受けるにあたり、戴宗と鉄牛を出したいと条件を出したことに端を発している。
九紋竜・史進（くもんりゅう・ししん）
『地球の燃え尽きる日』に豹子頭・林冲に代わり、九大天王として登場。棒術を得意とするようだが、刺青の竜を召喚することが可能であるかのようなことも示唆している。
霹靂火の秦明（へきれきかのしんめい）
地球静止作戦編以前に死亡したとされるメンバーで、黄信および花栄の師匠。いずれの作品にも登場していない。

## BF団
ビッグ・ファイア
BF団に君臨する首領。少年の外見をしているが、十傑集すら足元にも及ばないほど絶大な力を秘めているという、人類最強の汎超能力者。物語の最後でコールドスリープから目覚め、姿を現す。
ニュータイプ100%コミックス版では、アキレス、ガルーダ、ネプチューンと呼ばれるビッグファイア直轄の護衛団「三つのしもべ」と共に登場。「三つのしもべ」は実質的にNO.2の孔明も「様」付けで呼んでおり組織内の地位は上と思われる。
原案は『バビル2世』のバビル2世。
策士・諸葛󠄀亮孔明（さくし・しょかつりょうこうめい）
声 - 中村正
BF団最高幹部で、BF団の頭脳と言える人物。直接命令を下さないビッグ・ファイアに代わり、彼の意思を代行するとしているが、本当に命令が出ているかは明らかにされていない。ビッグ・ファイアに次ぐ組織のNo.2だが、十傑集でさえその真意を掴みかねる言動が多く、快く思われていない。十傑集に対しては一応敬意を示して接しているが、彼らに詰め寄られるたびに自らの立場を誇示し、一喝して退ける。幻夜をBF団に入団させた張本人でもある。ビッグ・ファイア直属の三つのしもべも、なぜか彼の指示に従っている。ただし三つのしもべに対しては「様」付けで接している。
原案は『横山光輝 三国志』の諸葛孔明。
呼炎灼（コ・エンシャク）
孔明直属のエージェントで、赤い中国風の仮面とマントに身を包む剣士。剣のほか、双鞭を使う。一言も言葉を話さず、また一切の感情を表さない。孔明の命によってBF団エージェントのサポートに当たるが、実は監視者だというのがもっぱらの評判で、団員たちからは疎まれている。人の影の中から出現したり、宙を飛んで逃げたりと、その行動は神出鬼没を極める。爆破に巻き込まれるなど、絶命必至の状況に何度も陥りながら平然と生還する、人間かどうかも判らない謎の存在。弱点は目。
原案は『水滸伝』の呼延灼。
ブラック博士
BF団怪ロボットの製作者。第6話のオープニングのみに登場する。GRシリーズ以外のロボットはすべて彼の手によるものだという。
声は当てられなかったが、もし当てるとしたら、八奈見乗児の起用を予定していたらしい。
シュワルツ
声 - 加藤精三
『青い瞳の銀鈴』に登場する科学者。砂漠の中の遺跡で人造人間を開発しており、怪ロボットの開発には否定的。人造人間開発プロジェクトが成功した際には、セルバンテスの死以来空席の、十傑集の末席に名乗りをあげるつもりでいた。腕のブレスレットから放射される液体で相手の動きを止めたり、液体を固めることで相手を刺すことができる能力も持っている。

### 十傑集
混世魔王・樊瑞（こんせいまおう・はんずい）
声 - 石田太郎
十傑集のリーダーで沈着冷静な道士。スーツ姿にピンク色のマントを身に纏っている。孔明に強い不信感を抱いている。サニーの後見人である。二仙山・羅真人の一番弟子（一清道人の兄弟子）だったが、世に憤するところあって山を下りた。その際、世界中を放浪旅行していた中条と戦い、手傷を負わされている。銅銭を自在に操り、剣の形に組んで念の力で斬る武器に変える（設定では槍などの武器に組むことも可能）。さらに無数の銅銭を打ち込み敵を砕いたり、飛ばした銅銭を防御弾幕とすることができる。作中では披露しなかったが、様々な仙術を使うことができ、その実力は一清道人のそれを遙かにしのぐという。
原案は『水滸伝』の混世魔王・樊瑞。
激動たるカワラザキ（げきどうたるカワラザキ）
声 - 麦人
白髪に口髭をたくわえている十傑集の最年長で、樊瑞の後見人。十傑集の初代リーダーで強力な超能力者。現在は孔明の動向を監視するため、リーダーの座は樊瑞に任せている。仲間からは「激動のじいさま」と呼ばれ、信頼を集めている。本編では披露しなかったが、強大な重力波の使い手である。鞄に収納した大凧を使って飛翔することもできる。ニュータイプ100%コミックス版では自身の念動力でウェラヌスを操り、村雨と戦闘を繰り広げる。
原案は『マーズ』の地球監視者の一人。
衝撃のアルベルト（しょうげきのアルベルト）
声 - 秋元羊介
ヨーロッパの貴族の家系で、渋い風貌の38歳。血液型はバシュタールA型。その名の通り強力な衝撃波の使い手。衝撃波は連射、砲撃など様々な撃ち方があり、扱い方によっては空も飛べる。「ドミノ作戦」において盟友セルバンテスの命と自分の右目を奪った戴宗を宿敵としている。奪われた右目に着けている、様々な機能を搭載した片眼鏡と、葉巻きたばこがトレードマーク。既に故人である妻の一丈青・扈三娘（いちじょうせい・こさんじょう）との間にできた娘のサニー・ザ・マジシャンは樊瑞に預け、直接的な関わりを避けている代わりに、お互いテレパシーで繋がっている。
最期は大怪球フォーグラーが張るバリアのエネルギーフィールドを吸収し、十傑集の実力を幻夜に見せつけ散る。
ニュータイプ100%コミックス版では、幻夜や樊瑞への不信感から独自の行動を取るようになり、実質的にBF団から脱退した形になる。そして、大作をかばって重傷を負いながらも最後まで生き延び、事態の収束を見届けると、大作に「火遊びには気をつけろ。お前の場合は火傷では済まない」と忠告し、その場を去っていった。
原案は『マーズ』の地球監視者の一人。
眩惑のセルバンテス（げんわくのセルバンテス）
声 - 羽佐間道夫
クフィーヤと呼ばれる白いフードを被ったアラブ人風の出で立ちで赤いゴーグルを掛けている。また、ナマズヒゲに両頬にはフェイスペインティングまたは傷のようなものがある。アルベルトの盟友だったが、ドミノ作戦の際、戴宗との戦闘によって死亡している。GR計画の責任者であったことから草間親子とも面識があったようで、大作は彼のことを本編では「セルバンテスさん」、『地球の燃え尽きる日』では「バンテスおじさん」と呼び、後者では草間一家の海水浴にも同行している。本編では披露しなかったが、その名の通り幻惑術の使い手で、相手の精神に入り込んで操ることができる。コミカライズ作品ではいずれも幻惑のセルバンテスという表記になっている。手から熱線を出すことで、物質を溶かしたり、GR2を操りロボと対決したりもしている。十傑集の中では唯一「オイル・ダラー」という表社会の顔を持っており、その立場を利用した作戦も担当していた。
本編では地球静止作戦時には既に他界していたため、回想シーンのみ登場。一方『地球の燃え尽きる日』では本編冒頭（誕生編）で大いに活躍した。十傑集が持ち回りで担当していたGR計画において、ジャイアントロボが奪われた際の責任者は彼だった。
原案は『バビル2世』のヨミ配下の鞭使い、陳。
暮れなずむ幽鬼（くれなずむゆうき）
声 - 野沢那智
強大なテレパシー能力により、動物・昆虫・植物に至るまでありとあらゆる生物を操る。体内に飼う無数の虫（群雲虫）は数を以って敵を覆い喰らい尽くす。また、自身も虫のような姿と大きさに変化することもできる。ニュータイプ100%コミックス版では紅の幽鬼となっていて、国際警察機構の天鬼とはライバル関係であり、ザ・レッドとコンビを組んでいる。その能力のために幼い頃から相手の心が読め、人間の表裏を覗いてしまったことで人間不信になっていたが、カワラザキの助けを借りて克服する。孔明の思案は彼とカワラザキの超能力をもってしても読み取ることができないため、彼ら2人は、BF団を束ねる十傑集のリーダー、樊瑞の代わりに孔明の謀略を探るためもあり、コンビで作戦を行うことが多い。
原案は『伊賀の影丸』の幽鬼。
命の鐘の十常寺（いのちのかねのじゅうじょうじ）
声 - 大塚周夫
道術に長け、死亡してもやがて段階的に復活するなど、自他問わず命を操る特殊能力を持ち、手に持った鐘を使い無生物に命を与えたり、逆に生物の命を奪うこともできる。またロボットの操縦にも長けている。ニュータイプ100%コミックス版では天才悪魔・十常寺という通り名となっている。普通の人間の白目の部分が赤い、異様な面容。熟語を織り交ぜた詩を読み上げるような、韻を踏んだ独特の話し方をする。十傑集では最高の頭脳を持っているという。
原案は『横山光輝 三国志』に登場する十人の宦官の総称「十常侍」。監督の今川が声を担当する案があったが、大御所声優陣の中にプロでない者が参加するのは失礼という考えからこの案はなくなった。
白昼の残月（はくちゅうのざんげつ）
声 - 中田浩二
角帽のような帽子と覆面を被り、常にキセルを咥えている。その素性には謎が多い。本編では披露しなかったが、あらゆるものを針に変え、無数に打ち出して敵を粉砕する。失敗に終ったと思われるGR計画からなぜか「功があった」として十傑集入りした。5話でセルバンテスが起動するロボを目撃するシーンの背景の人物は彼である。
マスク・ザ・レッド
声 - 市川治
スーツと鎖帷子を着込み、真っ赤なアイマスクとマフラーを付けている忍者。忍法で岩石巨人ビッグゴールドを操る。九大天王の影丸とはライバル。冷酷な殺人者で、戦力にならないと思ったら仲間を殺すことも厭わない。
原案は『仮面の忍者 赤影』の赤影。市川のキャスティングと彼のキャラクターは、長浜忠夫ロボットアニメ3部作に出演した際の、彼の配役へのオマージュである。
『地球の燃え尽きる日』では「赤影」と呼ばれている。
直系の怒鬼（ちょっけいのどき）
得物の七節棍を携えている。非常に寡黙で、本編では話すシーンが無い。私兵の使用を禁じられているBF団にあって「血風連」なる武芸者集団を率いることを許されているが、その理由は謎である。さまざまな武芸に秀で高い身体能力を持つが、作中自らは闘っていない。
原案は『闇の土鬼』の土鬼。
素晴らしきヒィッツカラルド（すばらしきヒィッツカラルド）
声 - 原康義
指を弾く動作（指パッチン）で、一種のかまいたち現象である真空破を発し、あらゆる物体を切り裂く。踊るようなステップで次々に敵を切り刻む。破壊と殺戮を楽しむ残忍な性格で、女子供にも容赦しない。
真空破ともう一つ隠された能力が設定されていたが以降の出番が無くなったため、明かされることはなくなった。
銀鈴の広域テレポートに巻き込まれて瓦礫と半融合してしまい、テレポートから辛くも逃れたマスク・ザ・レッドに助けを求めるも、「生きて恥を晒すのも辛いだろう」と苦無で刺され、せめて一太刀と真空破を放つが、その瞬間に死亡、放たれた真空破はレッドに弾き返され、ヒィッツカラルドの手をバラバラに切断する。ニュータイプ100%コミックス版では「小覇王フィッツカラルド」名義で、誤ってビッグファイアを攻撃してしまい、その怒りを買って、三つのしもべの一つであるアキレスに処刑される。
当初は中条と戦いを繰り広げるはずであったが、尺の関係上カットされた。
真空破の元ネタは、今川が絵コンテ作業の合間に立ち寄るコンビニで指パッチンを練習していたところ、タイミングよく自動ドアが左右に開放。これを見た瞬間、「指パッチンで真っ二つ」という着想が閃いたことによる。この着想を得てから実際にヒィッツカラルドが映像化されるまで数年の間があり、今川はその間、誰かに先を越されやしないかと恐れ続けていた。
原がヒィッツカラルド役に起用されたのは、イワンを演じていた時に間違えて渋い声を出してしまった際に、その声を今川が気に入ったためである。

### エージェント
幻夜（げんや）
声 - 小川真司 / 関智一（少年時代）
「地球静止作戦」におけるA級エージェント。28歳。変装術と、テレポートの能力を持つ。ロボットのギャロップを使役する。
本名はエマニュエル・フォン・フォーグラー。フォーグラー博士の長子で銀鈴の兄。「シズマドライブ」の研究と「バシュタールの惨劇」の真実に関し、父を大罪人として葬り去った世界中に対し深い憎しみを抱いており、地球静止作戦を画策する。しかし、すべては彼と彼の父親との間で起きた行き違いが原因であった。妹を手にかけた後、三つのサンプルが揃った時点で表示される父親が残していたメッセージから真実を知り泣きながら後悔の念に苛まれ、三つのサンプルを残し、大怪球フォーグラーと共に宇宙空間にて自爆し死亡。
原案は『伊賀の影丸』の幻也斎。
オロシャのイワン
声 - 原康義
アルベルトの忠実な部下であるB級エージェント。スキンヘッドの32歳。左目辺りにあざのような傷跡があり、激するとこれが赤くなる。ニュータイプ100%コミックス版ではオロシアのイワン。生まれ故郷はバシュタールの惨劇により失われたロシアの小国、バシュタールであり、オロシャ（オロシア）とは、江戸時代末期に使われたロシアの旧称である。
実はバシュタールの惨劇の真実を知っていたらしく、シズマ博士に根深い憎悪を抱いている様子がうかがえる。
A級エージェントへの昇進を前にしながら、今回の作戦では格下げされたこともあり、幻夜を疎ましく思い若造呼ばわりしている。ロボットのウラエヌスを操るが、ジャイアントロボに敗れて戦死する。
原案は『マーズ』の地球監視者の一人。
サニー・ザ・マジシャン
声 - 白石冬美
アルベルトの娘で、父とはテレパシーのようなもので繋がっている。現在は樊瑞に預けられており、彼を「おじさま」と呼び慕っている。無から有を生み出す魔法を使う魔法使いで、秘めた魔力から将来の十傑集候補として期待されている。本編ではビッグ・ファイアの身代わりにされた。
原案は『魔法使いサリー』のサリー。
血風連（けっぷうれん）
声 - 中田和宏、新田三士郎
十傑集直系の怒鬼直属の戦闘集団。孔明に大作を捕獲するよう指示されたこともある。それぞれ十傑集には劣るものの高い戦闘力を持ち、チームワークを活かした集団戦法を駆使する。自ら先陣を買って出るために怒鬼に出番を与えない。編み笠を深く被り、得物は七節棍。初登場の第6話では花栄や黄信と互角に戦っていたが、第7話ではエキスパートたちに叩きのめされている。
黒銀鈴 / 電撃のローザ（ブラックぎんれい / でんげきのローザ）
声 - 弥生みつき
『素足のGinRei』に登場するアルベルトの部下のBF団員。相手の胸に手をあてて強烈な電撃を与えると同時に、脳内から記憶を奪う能力を持つ。風貌は銀鈴そっくりだが、眼つきが悪く、隈取があり黒いチャイナドレスを着ている。

### C級エージェント
目出し帽を被った風貌をしているが、同じC級でもスーツ着用者もいれば、全身タイツの者、マスクの上から眼鏡をかけている者もいる。その能力も怪ロボットの操縦から火炎発火まで様々である。
C級工作員リーダー
声 - 笹岡繁蔵 / 大友龍三郎（スーパーロボット大戦α）
第1話に登場し、維新竜・暁を駆ったが、ジャイアントロボに敗れる。小説版では「オズマ」名義。絵コンテでは「Qボス」という名前になっており、「スーパーロボット大戦シリーズ」ではこちらの名前で登場。
フェダイン
声 - 石塚運昇
『青い瞳の銀鈴』に登場。BF団員だったルードの父親の暗殺任務を受け、チャンダナと共に砂漠の地にやってきた。任務後はルードの父親の遺言でルードを10年間育ててきた。遺跡の調査に来た銀鈴と鉄牛のことをよく思っていない。射撃の名人である。
チャンダナ
声 - 矢田耕司
『青い瞳の銀鈴』に登場。砂漠の地での任務以来、フェダインと同様に村の集落で暮らしていた。遺跡で人造人間の開発にいそしむシュワルツに取り入り、前線基地に戻るチャンスを窺っている。射撃以外の能力は不明。

## 科学者
草間博士（くさまはかせ）
声 - 矢島正明
下の名前は不明。大作の父にして、ジャイアントロボの開発者。元々は国際警察機構の兵器開発部長官だったが、後にBF団に協力、GR計画を任せられる。しかし、GR1（ジャイアントロボ）完成直後、BF団を裏切ったことから殺害される。死の直前に大作にロボと腕時計型の操縦機を託した。
原案は『バビル2世』のヨミの配下の特殊訓練兵、ダック。
『地球の燃え尽きる日』では、地球とともにBF団を壊滅寸前に追い込んだ「草間博士の乱」を引き起こした人物でありながら、その後国際警察連合を壊滅させるGR計画をBF団に持ち込むという、謎の行動をとっている。
フランケン・フォン・フォーグラー博士
声 - 千葉耕市
シズマドライブ開発者の一人で、本編では既に故人。実験中に功を焦ったことから「バシュタールの惨劇」を引き起こした人物とされ、功を焦って多くの人々をその国もろとも滅ぼした悪魔の科学者とされている。しかし、そこに隠された真実と、息子への遺言が、この物語の核心となっている。
だが、亡くなる寸前に息子に伝えた遺言は、全ての真実を伝えていなかったため、それによる親子のすれ違いが大きな悲劇を生みだしている。
原案は『鉄人28号』の不乱拳博士。
『地球の燃え尽きる日』では不乱拳博士の名で登場。国際警察連合に協力しているようで、3体のブラックオックスを操っている。一方で大作の育ての親の名前がフォーグラーとなっている（こちらのフォーグラーはアルプス辺りの山男のような風貌）。
シズマ・ド・モンタルバンIII世博士（シズマ・ド・モンタルバンさんせいはかせ）
声 - 原田一夫
シズマドライブ開発者の一人。彼がBF団から一つのアタッシュケースを持ち逃げしたことから物語は始まる。「バシュタールの惨劇」の後も研究を続け、シズマドライブを完成させたことを評価され表彰されるが、バシュタールの真実を知るがゆえに冷徹な殺意を向けてきたイワンによって撃たれ、「これは当然の報いだ」と自らの運命を自嘲しながら大作に後事を託して息絶える。
原案は『鉄人28号』のドラグネット博士。
ドクター・ダンカン
声 - 笹岡繁蔵
シズマドライブ開発者の一人。幻夜に拉致され、ノートルダム寺院の鐘の傍に吊るされる（シムレ教授、ドクトル・トランボも同様）。
シムレ教授
声 - 大塚明夫
シズマドライブ開発者の一人。
ドクトル・トランボ
声 - 新田三士郎→星野充昭
シズマドライブ開発者の一人。

## その他
お銀ちゃん（おぎんちゃん）
『地球の燃え尽きる日』に登場。変装が得意な謎の少女。チャイナドレスではなく和服と網タイツを身に纏っていて、十手を持っている。彼女が「お兄ちゃん」と呼ぶ人物から大作を守るように命じられている。
ルード
声 - 高橋和枝
『青い瞳の銀鈴』に登場する、砂漠の村で暮らす少年。元BF団員だった父親はフェダインに、民間人だった母親もチャンダナに暗殺された。以降、父親の友人でもあったフェダインに育てられる。シュワルツの遺跡を発見し、銀鈴や鉄牛たちを案内する。